# Никитин, Валентин Иванович
Валенти́н Ива́нович Ники́тин (1 ноября 1948 — 28 марта 2018) — советский и российский партийный и государственный деятель. Депутат Государственной думы Федерального собрания Российской Федерации I—III созывов (1993—2003).

## Биография
Валентин Иванович Никитин родился 1 ноября 1948 года в селе Уршак Чишминского района Башкирской АССР.
В 1967—1969 гг. проходил военную службу в рядах ВМФ.
Член КПСС с 1972 года.
В 1973—1980 гг. — инструктор орготдела райкома КПСС.
С 1980 по 1985 год председатель профкома Уфимского тепловозоремонтного завода, с 1985 по 1989 год — заместитель секретаря, секретарь узлового парткома железнодорожной станции «Уфа».
С 1989 по 1991 год — первый секретарь Советского райкома КПСС Уфы, с 1991 по 1992 год — начальник отдела сферы услуг Госкомимущества Республики Башкортостан. С 1992 по 1994 год руководил Государственной инспекцией по качеству услуг и бытового обслуживания населения РБ.
В декабре 1993 г. избран депутатом Государственной думы I созыва по общефедеральному списку КПРФ.
В декабре 1995 г. избран депутатом Госдумы II созыва по Кировскому одномандатному избирательному округу № 004, Республика Башкортостан (выдвинут избирательным объединением КПРФ)
В декабре 1999 г. избран депутатом Госдумы III созыва по общефедеральному списку от избирательного объединения КПРФ, был членом фракции КПРФ и агропромышленной депутатской группы.
На выборах в Госдуму IV созыва в декабре 2003 года по Кировскому одномандатному избирательному округу № 004 (Республика Башкортостан) занял 2 место с 12,12 % (46932 голоса), уступив представителю «Единой России» М. Р. Кальметьеву (27,08 %, 104815 голосов).
Ушел из жизни 28 марта 2018 года.